# 周化人
周 化人（しゅう かじん、1903年 - 1976年）は中華民国の政治家。南京国民政府（汪兆銘政権）の要人。別名は億孚。号は達京。

## 事跡
1925年（民国14年）、北京の中国大学に入学する。1929年（民国17年）、北平大学（現在の北京大学）に入学し、中国国民党左派の顧孟余に師事した。後に顧の紹介で汪兆銘（汪精衛）と知り合うことになる。1933年（民国22年）、汪の推薦により津浦鉄路管理局副局長に任ぜられた。1935年（民国24年）、イギリスへ留学してロンドン大学で学ぶことになる。
汪兆銘が重慶を脱出して日本の保護を受けるようになった頃、周化人も帰国して汪を補佐することになる。1939年（民国28年）9月、汪兆銘派の中国国民党組織部副部長に就任する。以後、汪の命により、北平・上海・香港で政治工作に従事した。翌1940年（民国29年）2月には中央秘書処宣伝組組長となった。
同年3月、正式に汪兆銘政権が成立すると、周化人は鉄道部常務次長に任ぜられている。1941年（民国30年）8月、社会行動委員会委員となった。10月、広東省政府委員兼広州特別市市長に任命されている。翌1942年6月まで、その地位にあった。同年12月、新国民促進委員会上海分会委員に転じる。1943年（民国32年）1月、全国経済委員会委員となった。翌年7月、上海市第1区行政督察専員に任ぜられる。
日本敗北、汪兆銘政権崩壊直前に、周化人は吉林へ逃れた。しかし戦後に結局逮捕され、上海市の提藍橋監獄に収監された。その後、何らかの事情で釈放され、香港に逃れている。香港では『中国文学史稿』などの書物を執筆した。
1976年、香港で病没。享年74。

## 注
1. ↑  『化州県志』966頁、『最新支那要人伝』70頁による。徐友春主編『民国人物大辞典 増訂版』899頁、『上海監獄志』は1902年（清光緒28年）としている。
2. ↑  『上海監獄志』による。
3. ↑  ただし『化州県志』同上では、周の逮捕について言及していない。